# درتس
درتس (به آلمانی: Dreetz) یک شهر در آلمان است که در اوست‌پریگنیتس-روپین واقع شده‌است. درتس ۱٬۲۴۰ نفر جمعیت دارد.